# Otrić
Otrić es una localidad de Croacia en el ejido del municipio de Gračac, condado de Zadar.

## Geografía
Se encuentra a una altitud de 631 m s. n. m. a 265 km de la capital nacional, Zagreb.

## Demografía
En el censo 2011 el total de población de la localidad fue de 15 habitantes.
| Gráfica de población de Otrić 1857-2011                             |
|                                                                     |
| Según los censos de población de la oficina estadística de Croacia. |